# Groupe de NGC 3169
Le groupe de NGC 3169 comprend au moins cinq galaxies situées dans la constellations du Sextant. La distance moyenne entre ce groupe et la Voie lactée est d'environ 24,0 Mpc (∼78,3 millions d'al). 

## Membres
Le tableau ci-dessous liste les cinq galaxies du groupe indiquées dans l'article de A.M. Garcia paru en 1993.  Les quatre galaxies du catalogue NGC sont aussi mentionnées dans un article publié par Abraham Mahtessian en 1998 et sur le site « Un Atlas de l'Univers » de Richard Powell.  
| Nom      | Class.     | Type                     | α (J2000.0)   | δ (J2000.0) | Vitesse radiale (km/s) | m              | Distance (Mpc) | Diamètre (kal) |
| -------- | ---------- | ------------------------ | ------------- | ----------- | ---------------------- | -------------- | -------------- | -------------- |
| NGC 3156 | S0?        | Lenticulaire             | 10h 12m 41.2s | 03° 07′ 46″ | 1338 ± 5               | 12,3           | 24,9 ± 1,8     | 45             |
| NGC 3165 | SA(s)dm?   | Spirale magellanique     | 10h 13m 31.3s | 03° 22′ 30″ | 1324 ± 3               | 13,9           | 24,7 ± 1,8     | 27             |
| NGC 3166 | SAB0/a(rs) | Lenticulaire             | 10h 13m 45.8s | 03° 23′ 30″ | 1183 ± 1               | 10,4           | 22,7 ± 1,6     | 104            |
| NGC 3169 | SA(s)a pec | Spirale                  | 10h 14m 15.0s | 03° 27′ 58″ | 1232 ± 2               | 10,2           | 23,4 ± 1,7     | 117            |
| UGC 5539 | IBm        | Irrégulière magellanique | 10h 15m 55.3s | 02° 41′ 14″ | 1278 ± 1               | 15,435 ± 0,042 | 24,1 ± 1,7     | 50             |

Le site DeepskyLog permet de trouver aisément les constellations des galaxies mentionnées dans ce tableau ou si elles ne s'y trouvent pas, l'outil du site constellation permet de le faire à l'aide des coordonnées de la galaxie. Sauf indication contraire, les données proviennent du site NASA/IPAC.